# Districte de Jablonec nad Nisou
El districte de Jablonec nad Nisou - (txec) Okres Jablonec nad Nisou - és un districte de la regió de Liberec, a la República Txeca. La capital és Jablonec nad Nisou.

## Llista de municipis
- Albrechtice v Jizerských horách
- Bedřichov
- Dalešice
- Desná
- Držkov
- Frýdštejn
- Jablonec nad Nisou
- Janov nad Nisou
- Jenišovice
- Jílové u Držkova
- Jiřetín pod Bukovou
- Josefův Důl
- Koberovy
- Kořenov
- Líšný
- Loužnice
- Lučany nad Nisou
- Malá Skála
- Maršovice
- Nová Ves nad Nisou
- Pěnčín
- Plavy
- Pulečný
- Radčice
- Rádlo
- Rychnov u Jablonce nad Nisou
- Skuhrov
- Smržovka
- Tanvald
- Velké Hamry
- Vlastiboř
- Zásada
- Železný Brod
- Zlatá Olešnice